# دائرة نقرين
دائرة نقرين إحدى دوائر ولاية تبسة الجزائرية . عاصمتها هي نقرين وتضم بلديات :
- فركان
- نقرين